# Delphine Seyrig
Delphine Seyrig, all'anagrafe Delphine Claire Belriane Seyrig (Beirut, 10 aprile 1932 – Parigi, 15 ottobre 1990), è stata un'attrice, regista e attivista francese, di cinema e teatro, attiva fra la fine degli anni cinquanta e gli anni ottanta.

## Biografia

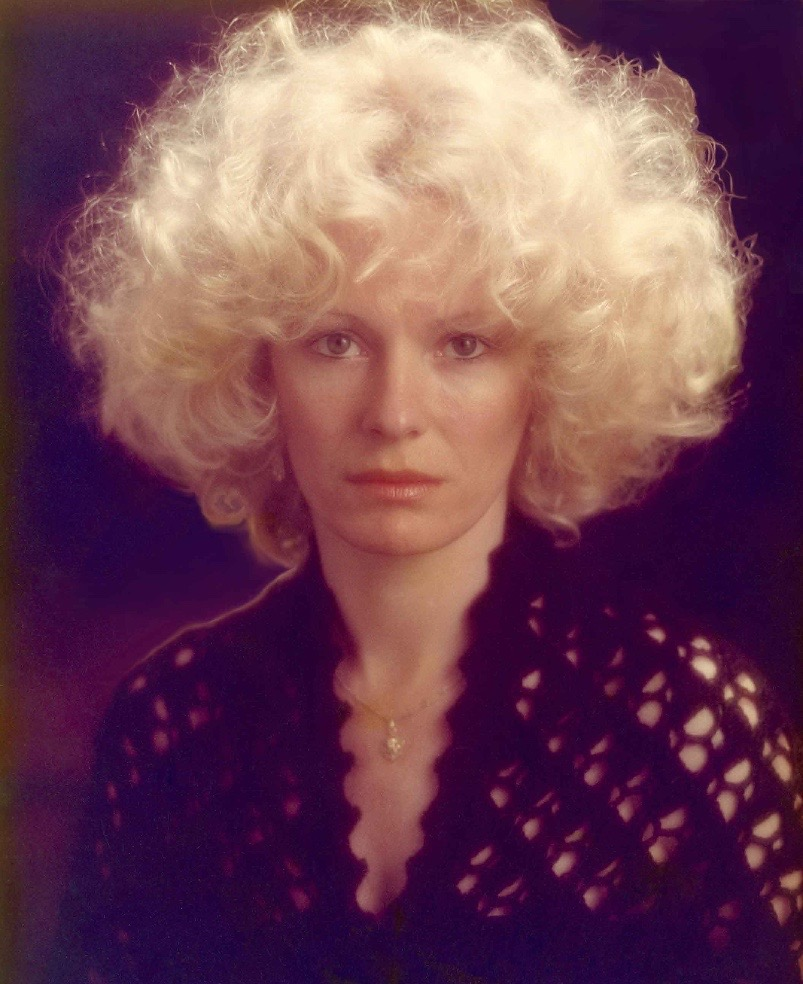
Delphine Seyrig nel 1972

Figlia dell'archeologo Henri Seyrig e di Hermine de Saussure, era nipote del linguista e semiologo Ferdinand de Saussure. Sorella del compositore francese Francis Seyrig, studiò recitazione alla Comédie de Saint-Etienne ed ebbe fra i suoi insegnanti Jean Dasté. Frequentò inoltre l'Actors Studio di New York. Debuttò negli Stati Uniti nel 1959, con il cortometraggio Pull My Daisy, ispirato all'omonima poesia di Jack Kerouac, Allen Ginsberg e Neal Cassady. 
Tornata in Francia, il regista Alain Resnais le affidò il ruolo di protagonista, accanto a Giorgio Albertazzi, nel film L'anno scorso a Marienbad (1961). Questo, ed altri lungometraggi che seguirono, la consacrarono, fin dagli anni sessanta, come una delle massime attrici francesi. Nel 1968 interpretò magistralmente il personaggio di Fabienne Tabard, la signora sposata che s'inserisce nella coppia Jean-Pierre Léaud e Claude Jade nel film Baci rubati (1968) di François Truffaut.
Lavorò con alcuni fra i massimi registi europei, come Truffaut, Luis Buñuel, Alain Resnais, Mario Monicelli e Marguerite Duras. Quest'ultima la diresse in India Song (1975), dove la Seyrig diede vita a uno dei suoi personaggi più indimenticabili, quello di Anne-Marie Stretter. Importante e stimata interprete di livello internazionale, sia teatrale che cinematografico, vinse la Coppa Volpi per la migliore interpretazione femminile al Festival di Venezia per la sua interpretazione nel film Muriel, il tempo di un ritorno (1963). 
Vincitrice di diversi premi cinematografici, l'attrice si avvalse della sua notorietà per promuovere i diritti delle donne. Dei tre film che diresse, il più importante fu Sois belle et tais-toi! (1981), con Shirley MacLaine, Maria Schneider e Jane Fonda. Nel 1982 fu membro e animatrice del gruppo che istituì il "Centre Audiovisuel Simone de Beauvoir" a Parigi, che tuttora possiede un vasto archivio di film, filmati e documenti sulle donne e finanzia e promuove lavori e produzioni di e sulle donne.

## Vita privata

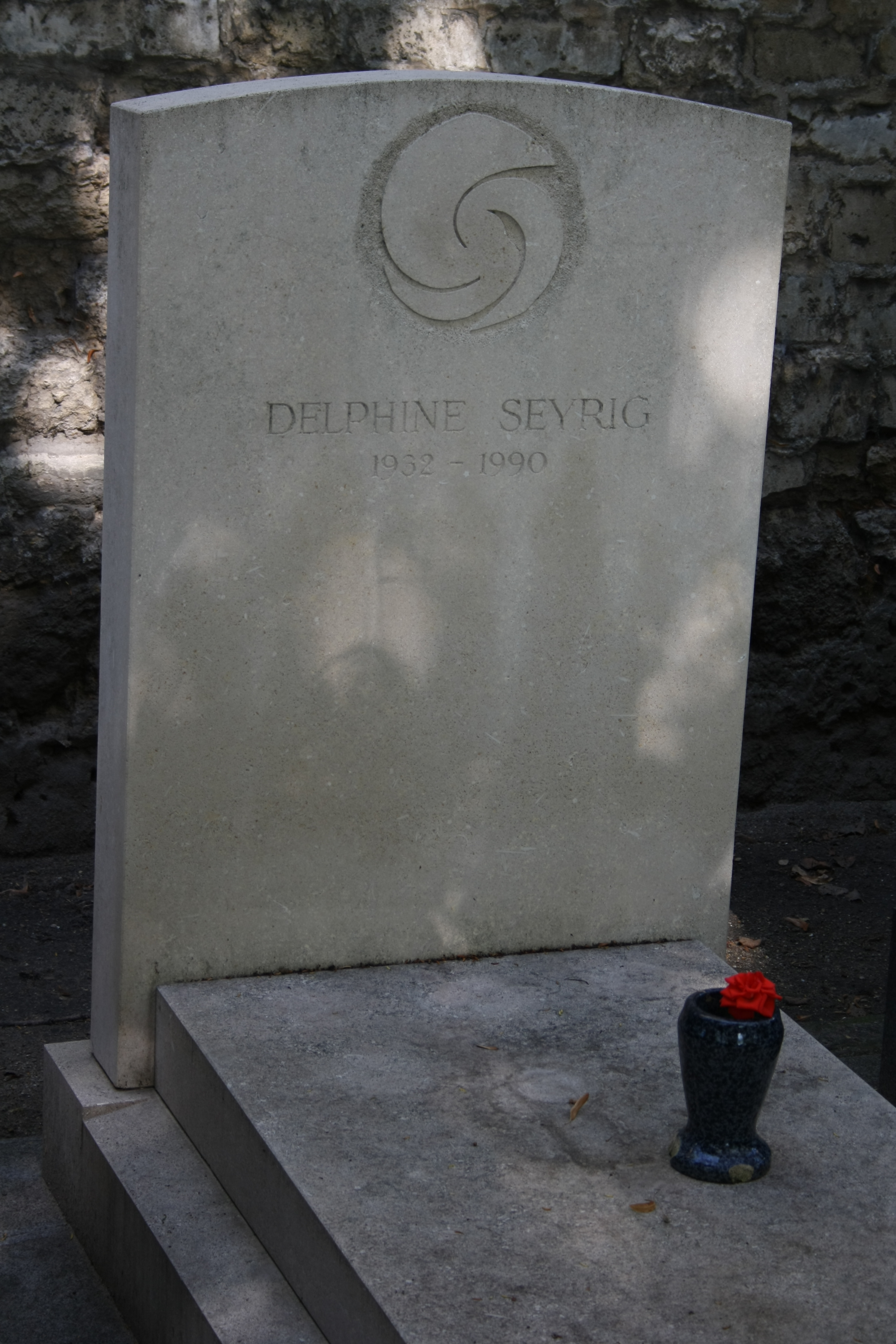
La tomba di Delphine Claire Belriane Seyrig al cimitero di Montparnasse

Seyrig sposò il pittore americano Jack Youngerman (1926-2020),(dal quale successivamente divorziò), che aveva studiato all'École des beaux-arts a Parigi. Il loro figlio Duncan (n. 1956, Parigi) è un musicista e compositore che lavora sia in Francia che negli Stati Uniti; la nipote Selina Youngerman, attrice, vive a Londra. Per un certo periodo è stata anche la compagna dell'attore francese Sami Frey. Nel 1971 Seyrig sottoscrisse il Manifesto delle 343, dichiarando pubblicamente di essersi sottoposta a un aborto illegale. Fu l'amore non corrisposto dell'attore anglo-francese Michael Lonsdale. L'attrice morì nella capitale francese nel 1990, a soli 58 anni, per un tumore all'ovaio e la sua salma fu sepolta al cimitero di Montparnasse.

## Filmografia

### Attrice
- Pull My Daisy, regia di Robert Frank, Alfred Leslie (1958)
- Pete and Gladys - serie TV, episodi 1x01-1x02-1x03 (1960)
- L'anno scorso a Marienbad (L'année dernière à Marienbad), regia di Alain Resnais (1961)
- Muriel, il tempo di un ritorno (Muriel ou le temps d'un retour), regia di Alain Resnais (1963)
- Qui êtes-vous, Polly Magoo?, regia di William Klein (1966)
- Comédie, regia di Samuel Beckett, Marin Karmitz, Jean Ravel, Jean-Marie Serreau (1966)
- L'incidente (Accident), regia di Joseph Losey (1967)
- Baci rubati (Baisers volés), regia di François Truffaut (1968)
- La musica, regia di Marguerite Duras, Paul Seban (1968)
- Evviva la libertà (Mister Freedom), regia di William Klein (1969)
- La via lattea (La voie lactée), regia di Luis Buñuel (1969)
- El Vientre de la ballena, regia di Julian Pablo (1969)
- La favolosa storia di Pelle d'Asino (Peau d'âne), regia di Jacques Demy (1970)
- Le Lys dans la vallée, regia di Marcel Cravenne (1970) - film TV
- La vestale di Satana (Les lèvres rouges), regia di Harry Kümel (1970)
- Tartuffe, regia di Marcel Cravenne (1971) - film TV
- Il fascino discreto della borghesia (Le Charme discret de la bourgeoisie), regia di Luis Buñuel (1972)
- Le Journal d'un suicidé, regia di Stanislav Stanojevic (1972)
- Il giorno dello sciacallo (The Day of the Jackal), regia di Fred Zinnemann (1973)
- Casa di bambola (A Doll's House), regia di Joseph Losey (1973)
- Il caso Drabble (The Black Windmill), regia di Don Siegel (1974)
- Diselo con flores, regia di Pierre Grimblat (1974)
- Le Cri du coeur, regia di Claude Lallemand (1974)
- Le Jardin qui bascule, regia di Guy Gilles (1974)
- Le Boucher, la star et l'orpheline, regia di Jérôme Savary (1975)
- India Song, regia di Marguerite Duras (1975)
- Quel desiderio di lei (Der Letzte Schrei), regia di Robert van Ackeren (1975)
- Aloïse, regia di Liliane de Kermadec (1975)
- Jeanne Dielman, 23, quai du Commerce, 1080 Bruxelles, regia di Chantal Akerman (1976)
- Caro Michele, regia di Mario Monicelli (1976)
- Scum Manifesto, regia di Carol Roussopoulos (1976)
- Baxter, Vera Baxter, regia di Marguerite Duras (1977)
- Son nom de Venise dans Calcutta desert, regia di Marguerite Duras (1976)
- Je t'aime, tu danses, regia di François Weyergans (1977)
- Repérages, regia di Michel Soutter (1977)
- Utkozben, regia di Márta Mészáros (1979)
- Mia cara sconosciuta (Chère inconnue), regia di Moshé Mizrahi (1980)
- Le Chemin perdu, regia di Patricia Moraz (1980)
- Le Petit Pommier, regia di Liliane de Kermadec (1981) (TV)
- Freak Orlando, regia di Ulrike Ottinger (1981)
- Le Grain de sable, regia di Pomme Meffre (1983)
- Dorian Gray im Spiegel der Boulevardpresse, regia di Ulrike Ottinger (1984)
- Grosse, regia di Brigitte Roüan (1985)
- Les Étonnements d'un couple moderne, regia di Pierre Boutron (1985) - film TV
- Golden Eighties, regia di Chantal Akerman (1986)
- Letters Home, regia di Chantal Akerman (1986)
- Seven Women, Seven Sins, regia di Chantal Akerman (1987)
- Johanna D'Arc of Mongolia, regia di Ulrike Ottinger (1989)
- Une saison de feuilles, regia di Serge Leroy (1989) (TV)

### Regista
- Sois belle et tais-toi! (1981)
- Scum Manifesto (1976)
- Maso et Miso vont en bateau (1975)

## Riconoscimenti
A Parigi, nel 19º arrondissement, una via e una stazione di tramway T3b, inaugurata il 15 dicembre 2012, portano il suo nome.

## Doppiatrici italiane
- Rita Savagnone in La favolosa storia di Pelle d'Asino
- Benita Martini in L'anno scorso a Marienbad, Il fascino discreto della borghesia
- Mirella Pace in Il giorno dello sciacallo
- Valeria Valeri in Caro Michele